# Pinturicchio

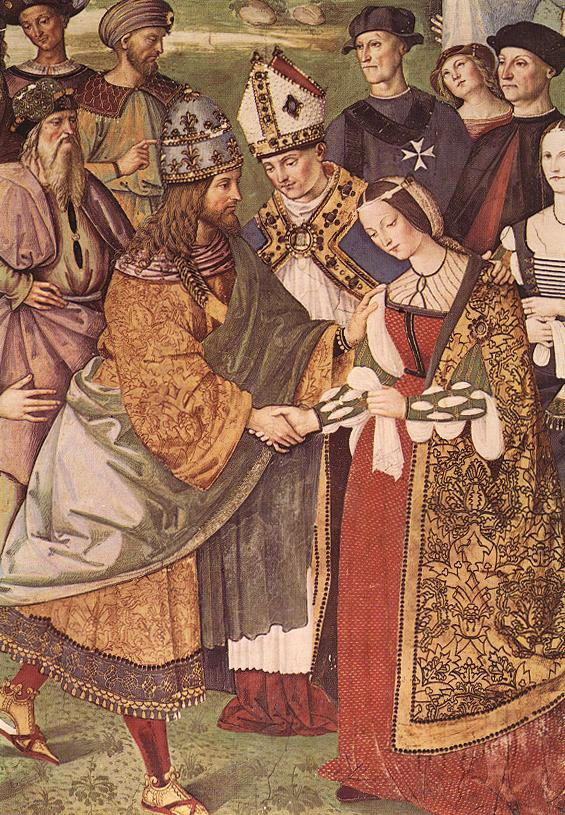
Aeneas Sylvius Piccolomini, paus Pius II, trouwt Frederik III met Eleonora

Pinturicchio (Perugia, circa 1454 - Siena, 11 december 1513) was een Italiaanse kunstschilder. Zijn eigen naam was Bernardino Betti of Bernardino di Betto di Baggio, maar hij kreeg de bijnaam Pinturicchio omdat hij klein van gestalte was: schildertje.

## Algemeen
Tussen 1492 en 1495 schilderde Pinturicchio in zijn werkplaats de fresco’s voor de Appartamento Borgia, de vertrekken op de eerste verdieping, van het apostolisch paleis in Vaticaanstad.
Hij ontwikkelde een stijl die overeenstemt met die van Perugino. Deze schilder had gevraagd of Pinturicchio mee wilde werken aan de fresco's die Perugino schilderde in de Sixtijnse Kapel in het Vaticaan. Samen schilderden zij verschillende scènes in de kapel. Pinturicchio specialiseerde zich verder in het frescoschilderen en ontwikkelde een speciaal talent wat betreft het verhalende aspect van zijn fresco´s. Zijn stijl viel in de smaak bij zijn tijdgenoten en opdrachtgevers, waaronder de pausen Sixtus IV, Alexander VI en Pius III.

Giorgio Vasari (1511-1574) noemt hem daarentegen een oppervlakkige decoratieve schilder. Maar Pinturicchio schilderde in 1497 een van de eerste series fresco's die historische gebeurtenissen weergeven in het Castello de Sant'Angelo. Zo getuigde hij van de belangrijkste politieke gebeurtenissen van zijn tijd.
Kort nadat de fresco's van de Sixtijnse kapel gereed waren gekomen, ging Pinturicchio zelfstandig verder. De jurist Niccoló di Manno Buffalini bezorgde hem een opdracht voor een schildering in de kerk van Santa Maria in Aracoeli in Rome.

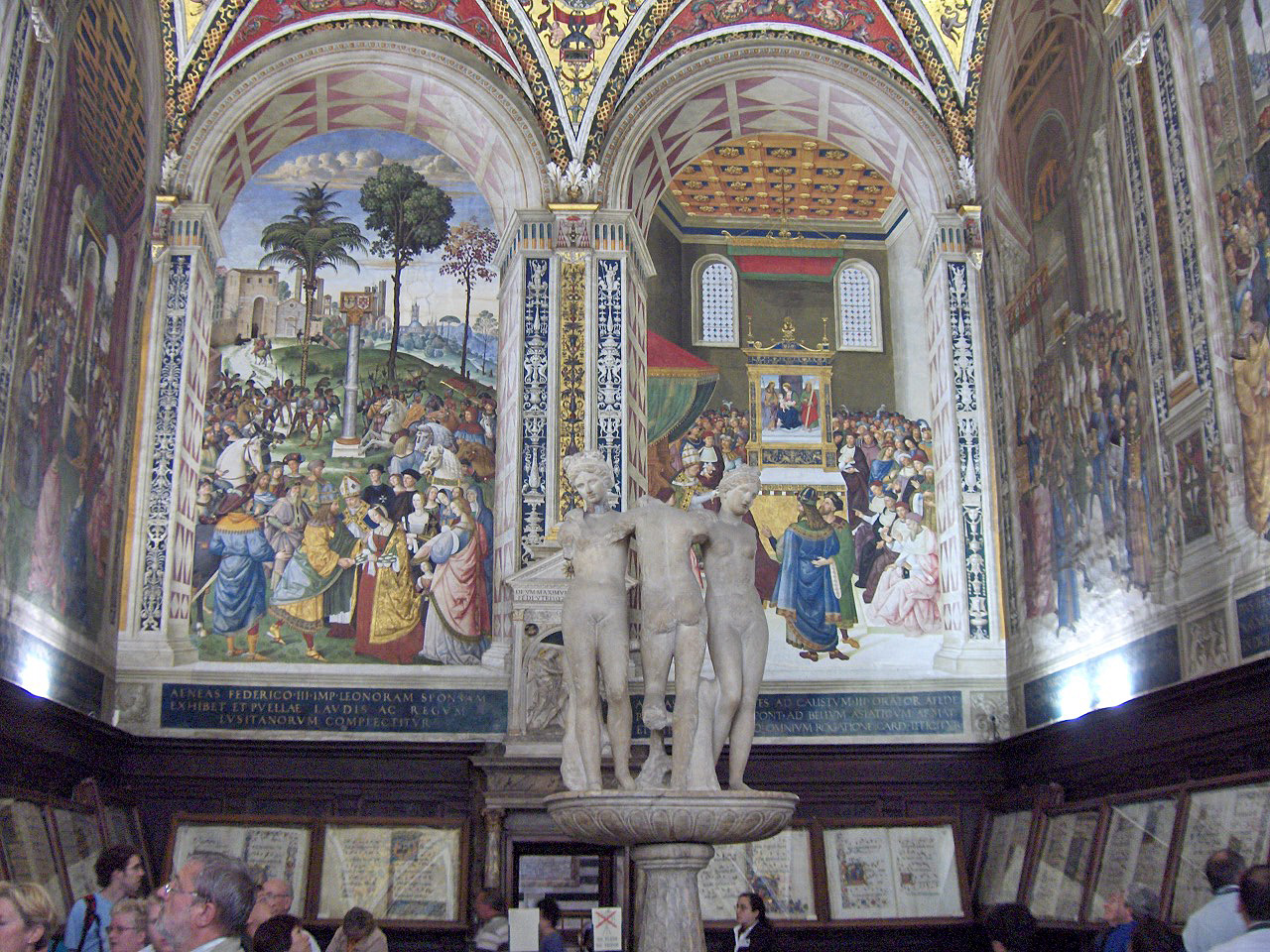
Fresco's in de bibliotheek van de kathedraal van Siena

Aan het einde van zijn carrière, in 1507, schilderde hij in opdracht van kardinaal Francesco Todeschini-Piccolomini, later paus Pius III, de fresco's van de bibliotheek van de kathedraal van Siena. Deze fresco's in de kathedraal van Siena beschrijven de levensloop van Enea Silvio Bartolomeo Piccolomini, oftewel paus Pius II.
Hij schilderde de fresco´s in een zuilengalerij, zodat er een ruimtelijk effect werd verkregen, een effect dat trouwens eerder was toegepast door Masaccio in zijn voorstelling van de heilige Drie-eenheid.

## Schilderstijl
De werken van Pinturicchio vallen onder de vroegrenaissance.

## Musea
Schilderijen van Pinturicchio zijn onder andere te zien in:
- Fitzwilliam Museum van de Universiteit van Cambridge
- Louvre in Parijs
- Museum of Fine Arts in Boston
- National Gallery in Londen
- Vaticaanse musea in Vaticaanstad
- Cleveland Museum of Art in Ohio
- Pinacoteca Ambrosiana in Milaan
- Gemäldegalerie Alte Meister in Dresden

## Schilderijen
Enkele schilderijen zijn:
- Maagd en kind met Johannes de Doper, 1488-1495
- Penelope met haar minnaars
- Sint Catherina van Alexandrië met een opdrachtgever
- De heilige Maagd met haar kind
- Kroning van de heilige Maagd
- Maria met Kind
- Maria met Kind en biddende figuur
- Portret van een jonge man